# Moses Dobruška
Moses Dobruška, vel Franz Thomas Edler von Schönfeld, alias Sigmund Gottlob Julius Brutus Frey (ur. 1753 w Brnie, zm. 1794 w Paryżu) – alchemik, wolnomularz, różokrzyżowiec, kabalista, kupiec, bankier, jakobin, prozaik i poeta oraz czołowy frankista.
Dobruška był kuzynem Jakuba Franka, żydowskiego założyciela sekty frankistów, który ogłosił się Mesjaszem. W 1773 r. nawrócił się z judaizmu na chrześcijaństwo. Przybrał wówczas nazwisko Franz Thomas Schönfeld. Ożenił się wtedy w Pradze z Elką Joss, z którą miał córkę Marianne Frey urodzoną w roku 1774. W 1778 r. został uszlachcony w Wiedniu. Wraz z Ephraimem Josephem Hirschfeldem, który nie zmienił wyznania, stał się jednym z głównych członków i założycieli stowarzyszenia różokrzyżowców „Rycerzy Św. Jana Ewangelisty na Azję i Europę”, tajemnej organizacji masońskiej, pierwszej w Niemczech i Austrii, która przyjmowała w swe szeregi wyznawców judaizmu.
W 1791 roku udał się do Strasburga, gdzie został jakobinem. Tam ponownie zmienił nazwisko (podobnie, jak jego brat i siostra) na Sigmund Gottlob Julius Brutus Frey. Jego siostra Leopoldyna Estera Frey wyszła za mąż za znanego polityka François Chabota. W związku z aferą Chabota w 1794 roku został aresztowany, oskarżony o zdradę i szpiegostwo, a następnie zgilotynowany.